# Gillemot Ferenc
Gillemot Ferenc (családnevének ejtése [ʒilmo], kb. [zsilmó]; Budapest, 1875. szeptember 11. – Petrozsény közelében, 1916. november 9.) labdarúgó, edző, játékvezető, sportújságíró, a magyar labdarúgó-válogatott első szövetségi kapitánya.  Francia származású családban született. Apja Gillemot Vilmos (1843-1924) rózsakertész, nagyapja Gillemot György Lajos (1813-1892) rózsakertész, dendrológus, fia Gillemot László gépészmérnök, anyagtudós, az MTA tagja, leánya Gillemot Katalin, a Szabó Ervin Könyvtár könyvtárosa. Az első világháború kezdetén bevonult Pólába a tengerészethez, majd áthelyezték a népfelkelő gyalogsághoz, ahol a gépfegyvertanfolyamot elvégezve oktató tiszt lett. A román betöréskor önként jelentkezett a petrozsényi harctérre, ahol  életét vesztette. 1917. május 13-án a Kerepesi úti temetőben helyezték végső nyugalomra.

## Pályafutása

### Labdarúgóként, sportolóként

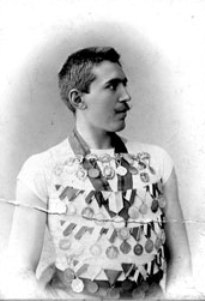
Gillemot Ferenc az érmeivel

A 19. század végén kibontakozó sportmozgalmak egyik lelkes, sokoldalú híve, elismert sportoló polihisztora. Eleinte kerékpáros volt, 1896-ban, majd 1898-ban a Budapesti TC (BTC) színében kétszer nyerte meg a Budapest–Siófok 100 km-es országúti versenyt és ő lett az első magyar bajnok a klasszikus, 100 km-es távon. 1898-ban az 50 és 100 km-es táv csúcstartója. Atlétaként az osztrák és csehszlovák bajnokságok egész sorát nyerte. 1901–1905 között a MAFC atlétája. 1901-ben az 1 angol mérföldes futás országos bajnoka. Évekig a 3 mérföldes rekordot is tartotta. Vezérevezőse volt a Pannonia klubnak, a Duna Budapesti Evezős Egylet profi edzőjeként és versenyzőjeként aratott sikereket.Edzőként 1910 után csak az evezősökkel foglalkozott. Ezen kívül úszott, birkózott, öklözött, de kedvelte a téli sportágakat is. 
A Műegyetemen egy padban ült Hajós Alfréddal, a kétszeres olimpiai bajnok úszóval, aki egyben az első magyar labdarúgó válogatott csatára. Labdarúgásban az első magyar csapat, a BTC tagja. 1897. május 5-én az első hivatalos labdarúgó mérkőzés résztvevője. 1897-ben a Műegyetemi FC hátvéd labdarúgója, ahol egy csapatban szerepelt Hajós Alfréddal és Ray Ferenccel. 1900-ban a 33 Football Club csapat egyik szervezője. Az első bajnokságban (1901) a Magyar Úszó Egyesület (MÚE) csapat tagjaként ezüstérmes.

### Nemzeti játékvezetés
1897-től segítette a labdarúgó játék fejlődését. Az első hazai, önként vállalt bírók egyike. Az egymás után alakuló labdarúgó-egyesületek felkészülési, illetve barátságos mérkőzéseinek volt a Műegyetemi AFC csapat-játékvezetője – ha saját csapatában nem játszott, akkor elfogadta a másik csapat meghívását. Korabeli irodalom szerint 1901–1904 között, vizsga nélkül az egyik legjobb bíró. 1898-ban Horváth Ferenc, Bartos Károly, Füzeséry Árpád társaságában részese volt a Magyar Atlétikai Szövetség bizottságának, akik Bély Mihály által írt első szabálykönyvet összhangba hozták az angol "Referees Chart" szövegével. 1900-ban a Tornaszövetség is kiadott egy szabálykönyvet, amely alapján egy hattagú bizottság (Harsády József, Horváth Ferenc, Kárpáti Béla, Pobuda Tivadar és Speidl Zoltán társaságával az első országos vizsgabizottságot alkották. Küldési gyakorlat szerint rendszeres partbírói szolgálatot is végzett. 1903-tól az NB I bírója. 1905-ben az MLSZ meghatározta a professzionizmus fogalmát - ha valaki bármely sportágban professzionista, a futballban is annak tekintendő. Így az első profi futballista lett. A nemzeti játékvezetéstől 1905-ben visszavonult. NB I-es mérkőzéseinek száma: 7.
| Időpont           | Helyszín                        | Mérkőzés típusa          | Mérkőzés      | Eredmény | Nézők száma |
| ----------------- | ------------------------------- | ------------------------ | ------------- | -------- | ----------- |
| 1903. március 22. | Millenáris Sportpálya, Budapest | első NB I-es mérkőzése   | FTC–MÚE       | 2 – 0    | 3000        |
| 1905. április 1.  | Millenáris Sportpálya, Budapest | utolsó NB I-es mérkőzése | Postás SE–MTK | 1 – 1    | Zárt kapus  |

## Sportvezetőként
1901-ben közreműködött a Magyar Labdarúgó-szövetség (MLSZ) megalapításában, egyik alelnöke, majd 1904-ben főtitkára. Az MLSZ-nek

### Edzőként

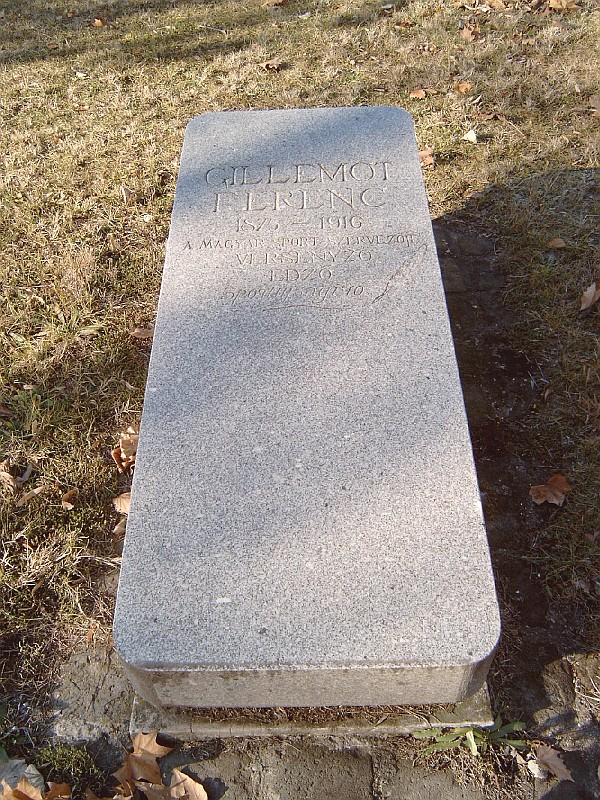
Gillemot Ferenc sírja Budapesten. Kerepesi temető: 20-1-32.

Magyarország első hivatalos, sokoldalú és alaposan képzett edzője. Még játékos-edzőként a 33 Football Club csapatnál tervszerűen kezdte a felkészítést. Csapatával 1902-ben, a 2. még amatőr bajnokságban a 3. helyen végeztek. A 33-asoknál, már akkor megszámozta a játékosokat, hogy jobban lehessen látni, ki hol van, hogyan járul hozzá a játék eredményességéhez. A MAC az első magyar hivatásos labdarúgóedző.
Mielőtt a Magyar Labdarúgó-szövetség (MLSZ) megindította volna a nemzetek közötti mérkőzéseket, több alkalmi mérkőzést játszott a magyar válogatott. Először nem volt szövetségi kapitány, még válogató bizottság sem, a kiküldöttek tanácsa állította össze a csapatot. A rendszeres nemzetközi mérkőzéseknél már nehézkesnek bizonyult a szavazás, mert nem a legjobbakat hozta össze a csapatba. A bizottsági válogatók mellé kapitányt választottak, aki intézte a kijelölt csapat sorsát. Tárgyilagosság hiányában a válogató bizottság megszűnt, ezért a legjobbnak tartott szakemberre bízták a válogatást, ő lett a szövetségi kapitány. A szövetségen belüli – hatalmi – irányvonalaknak köszönhetően egy-egy vereség után a válogató bizottság vissza-vissza tért. 1902 és 1904 között pedig a labdarúgó válogatott első hivatalos, sokoldalú és alaposan képzett edzője, szövetségi kapitánya volt. Öt mérkőzésen pozitív mérlege volt: három győzelem és két vereség.
Edzési elveit dr. Veress Imre, a MAC vezetője így foglalta össze:
- Egyénenkénti technikai oktatás.
- Kollektív taktikai oktatás.
- Az erőnlét biztosítása.
- Tehetségek kiválasztása és képzése.
- Az összjáték megteremtése.
- Csapatszellem, közösségi érzés kialakítása.
- A játékosok egyénenkénti kezelése.
- Minden egyes mérkőzésre való különleges felkészülés.
- A pihenő időben, labdarúgó-szünetben való levezető és formába hozó edzés.
- Előzetes gondoskodás a következő mérkőzésről.
- Kiegészítő sportok gyakorlása (atlétika, torna, kerékpár, korcsolyázás stb.)

A mai korszerű magyar edzésmódszer alapelveit már csaknem teljesen meg lehetett találni a zseniális Gillemot edzési elveiben.
Az evezősöknél a Duna Evezős Egyletben hasznosította tapasztalatait, tudását, sok hazai és nemzetközi győzelemre vezette tanítványait. 1910 után már csak az evezősökkel foglalkozott.

## Írásai
A modern hazai sportújságírás egyik úttörője. Írásai 1897-től folyamatosan jelentek meg, a Sport-Világban, az Pesti Hírlapban, a Nemzeti Sportban. 1910-ben Az Est sportrovatát vezette. A Sportfutárnál 1910–1911 között előbb Herendi Arturral, majd önálló szerkesztő. 1911-ben Tribün címmel sportlapot indított, ami egy év múlva megszűnt. Sportújságíró munkája során jelentős eredményeket ért el, az osztrák Allgemeine Sportzeitung is szívesen közölte írásait. A londoni olimpiáról a Pesti Hírlapban írott tudósításai feltűnést keltettek.

## Statisztika

### Mérkőzései a válogatottban
| Magyarország | Magyarország      | Magyarország               | Magyarország | Magyarország | Magyarország     | Magyarország | Magyarország | Magyarország |
| #            | Dátum             | Helyszín                   | Hazai        | Eredmény     | Vendég           | Kiírás       | Gólok        | Esemény      |
| ------------ | ----------------- | -------------------------- | ------------ | ------------ | ---------------- | ------------ | ------------ | ------------ |
|              | 1901. április 11. | Budapest, Millenáris-pálya | Magyarország | 0 – 4        | Richmond AFC     | barátságos   | -            |              |
|              | 1901. április 13. | Budapest, Millenáris-pálya | Magyarország | 1 – 6        | Surrey Wanderers | barátságos   | -            |              |
|              | Összesen          |                            |              | 0            | mérkőzés         |              | 0            | gól          |

### Mérkőzései szövetségi kapitányként
| Magyarország | Magyarország      | Magyarország                  | Magyarország | Magyarország | Magyarország | Magyarország | Magyarország | Magyarország |
| #            | Dátum             | Helyszín                      | Hazai        | Eredmény     | Vendég       | Kiírás       | Gólok        | Esemény      |
| ------------ | ----------------- | ----------------------------- | ------------ | ------------ | ------------ | ------------ | ------------ | ------------ |
| 1.           | 1902. október 12. | Bécs, WAC-pálya               | Ausztria     | 5 – 0        | Magyarország | barátságos   | -            |              |
| 2.           | 1903. április 5.  | Budapest, Millenáris-pálya    | Magyarország | 2 – 1        | Csehország   | barátságos   | -            |              |
| 3.           | 1903. június 11.  | Budapest, Margitszigeti pálya | Magyarország | 3 – 2        | Ausztria     | barátságos   | -            |              |
| 4.           | 1903. október 11. | Bécs, WAC-pálya               | Ausztria     | 4 – 2        | Magyarország | barátságos   | -            |              |
| 5.           | 1904. június 2.   | Budapest, Millenáris-pálya    | Magyarország | 3 – 0        | Ausztria     | barátságos   | -            |              |
|              | Összesen          |                               |              | -            | mérkőzés     |              | -            | gól          |

## Külső hivatkozások
- Gillemot Ferenc. elte.hu. (Hozzáférés: 2016. november 2.)